# Kurnik Ernő
Kurnik Ernő (Mecsekszabolcs, 1913. augusztus 17. – Pécs, 2008. március 3.) agrármérnök, növénynemesítő, a mezőgazdasági tudomány doktora, a Magyar Tudományos Akadémia rendes tagja. A szójabab-, napraforgó- és zöldborsó-nemesítés jelentős alakja, a magyarországi nagyüzemi szójatermesztés elindítója és az ún. iregszemcsei takarmánytermesztési rendszer kidolgozója volt. 1955-től 1983-ig az iregszemcsei Takarmánytermesztési Kutatóintézet igazgatója volt.

## Életútja
A pécsi Széchenyi István Gimnázium elvégzését követően 1939-ben szerezte meg mezőgazdasági mérnöki oklevelét a budapesti József Nádor Műszaki és Gazdaságtudományi Egyetemen. 1939-től a Mauthner Ödön és Társa Magtermelő és Magkereskedelmi Rt. (és jogutódjai) iregszemcsei növénynemesítő telepén dolgozott, 1945 és 1953 között igazgatóként irányította a telep munkáját. 1953-ban védte meg disszertációját, amellyel a mezőgazdasági tudomány kandidátusa lett. 1953–1954-ben a földművelésügyi minisztériumhoz tartozó Kísérletügyi és Propaganda Igazgatóság vezetője volt, ahol fő feladata az országos mezőgazdaság-tudományi és fajtakísérleti tájintézeti hálózat megszervezése volt. 1955-től 1983-ig az újonnan alapított iregszemcsei Délkelet-dunántúli Mezőgazdasági Kísérleti Intézet – 1970 utáni nevén Takarmánytermesztési Kutatóintézet – igazgatója volt, azt követően nyugalmazott tudományos tanácsadóként segítette az intézet munkáját. Ezzel párhuzamosan 1962-től a Keszthelyi Agrártudományi Főiskola (1970-től egyetem) oktatott címzetes egyetemi tanárként, 1963-ban pedig megszerezte a mezőgazdasági tudomány doktora címet.

## Munkássága
Agrármérnöki tevékenysége elsősorban a növénytermesztési agrotechnika fejlesztésére és a növénynemesítésre irányult. Élete során hét növényfajból hetvennégy növényfajta vagy hibrid nemesítésében közreműködött. Különösen jelentősek a nevéhez fűződő szójabab-, napraforgó- és zöldborsóhibridek, elsőként állított elő nagy olajsav-, linolsav-, illetve tokoferoltartalmú napraforgóhibrideket, valamint erukasavmentes repcét. Számos nemesítési módszer bevezetése fűződik a nevéhez, így például a termésikrek felhasználása haploid formák előállítására, a hibridekben jelentkező heterózishatás – a szülőkhöz viszonyított fejlődésbeli fölény – előrejelzése, valamint a kórokozókkal és kártevőkkel szemben ellenállóbb növényfajták ún. rezisztencianemesítése. A nemesítési munka mellett élére állt a magyarországi nagyüzemi szójatermesztés megszervezésének és elindításának. Szorgalmazta a mélybarázdás műtrágyázáson alapuló növénytermesztési eljárásokat, valamint az általa kidolgozott, a szarvasmarha-tenyésztés fejlődéséhez hozzájáruló, iregszemcsei takarmánytermesztés néven ismertté vált agrotechnikai rendszert. Akadémiai székfoglalói általános agrotechnikai témákban hangoztak el (A növénynemesítés és az agrotechnika jelentősége a szántóföldi fehérjetermelésben, 1971; Energiaszempontok a növénynemesítésben, 1977).
Pályája során könyvei mellett mintegy százötven szaktanulmánya jelent meg. 1980-tól részt vett az Acta Agronomica Hungarica szerkesztőbizottsági munkálataiban.

## Társasági tagságai és elismerései
1970-ben a Magyar Tudományos Akadémia levelező, 1976-ban rendes tagjává választották, éveken át elnöke volt az MTA Növénynemesítési Bizottságának, illetve tagja a Pécsi Akadémiai Bizottságnak. Tagja volt a Magyar Meteorológiai Társaságnak, 2000-től rendes tagja a Szent István Akadémiának, emellett részt vett a Nemzetközi Napraforgó-termesztési Egyesület (International Sunflower Association), a European Scientific Network on Sunflower, az Európai Növénytermesztési Egyesület (European Association for Research on Plant Breeding, Eucarpia) és a Német Zsiradéktudományi Társaság (Deutsche Gesellschaft für Fettwissenschaft) munkájában.
Tudományos eredményei elismeréseként 1974-ben Fleischmann-emlékérmet, 1978-ban Állami Díjat kapott (a növényifehérje-termelésben, a nemesítésben több évtized alatt elért eredményeiért), 1992-ben Beszédes József-díjat, 1994-ben a Magyar Köztársasági Érdemrend középkeresztjét, 1996-ban Millecentenáriumi Díjat, 1999-ben pedig Baross László-emlékérmet vehetett át. 1984-ben a Keszthelyi Agrártudományi Egyetem díszdoktorává avatták.

## Főbb művei
- Szójatermesztési és ojtási kísérletek. Budapest, 1942.
- A növények fotoperiódusos magatartásának gyakorlati jelentősége. in: Az MTA Agrártudományok Osztályának Közleményei 1953. 267–296.
- A napi megvilágítás időtartamának jelentősége a növények honosításában. in: Kísérletügyi Közlemények 1956.
- Haploid termésikrek felhasználása a napraforgó nemesítésében. in: Kísérletügyi Közlemények 1960.
- A szója. Budapest, 1962.
- Züchtung von Sonnenblumen (Helianthus annus) unter Berücksichtigung von Ölmenge und Ölqualität. in: Qualitas Plantarum et Materiae Vegetabiles 1966.
- Magyar növénynemesítés. Budapest, 1969. (Többekkel)
- Étkezési és abraktakarmány-hüvelyesek termesztése. Budapest, 1970.
- Nagyüzemi szójatermesztés. Budapest, 1976.
- Pillangósvirágúak XVIII.: A szója. Budapest, 1987. (Szabó Lászlóval)

## Díjai
- Fleischmann-emlékérem (1974)[2]
- Állami Díj (1978)[2]
- Baranya megyei Tanács kutatói-díj (1988)[2]
- Baranya megyei Önkormányzat Beszédes József-díj (1992)[2]
- Magyar Köztársaság középkeresztje (1994)[2]
- Pécs Város Millecentenáriumi díja (1996)[2]
- PAB-emlékérme (1997)[2]
- Baross-emlékérem (1999)[2]
- Iregszemcse Díszpolgára (2006)[2]

## Emlékezete
- Az Egymásért vagyunk című, 2020-ban megjelent tudománytörténeti összeállításban munkásságára történő visszatekintés jelenik meg.[3]

## További irodalom
- Heszky László: Eltávozott a magyar növénynemesítés doyenje Kurnik Ernő (1913–2008). in: Növénytermelés LVII. 2008. 2. sz. 213–214.